# リューダースハウゼン
リューダースハウゼン (ドイツ語: Rüdershausen) は、ドイツ連邦共和国ニーダーザクセン州ゲッティンゲン郡に属す町村（以下、本項では便宜上「町」と記述する）で、ギーボルデハウゼンを本部所在地とするザムトゲマインデ・ギーボルデハウゼンを構成する町村の一つである。

## 地理

### 位置
リューダースハウゼンはウンターアイヒスフェルトの北東端、ルーメ川河畔に位置している。

### 隣接する集落
- ルームシュプリンゲ
- リュトゲンハウゼン（ルームシュプリンゲ）
- ヒルケローデ（ドゥーダーシュタット）
- ギーボルデハウゼン

## 歴史
リューダースハウゼンの最初の文献記録は13世紀に遺されている。1230年のこの文書では、当時エーファーシュタイン伯がバジリウス・フォン・リューダーハウゼンという人物を立会人に指名している。14世紀にこの集落およびアムト・ギーボルデハウゼンに属す他の村落は、マインツ選帝侯領となった。当時のリューダーハウゼンでは 1年に 3回死刑が執行されていた。「ガウスの土地測量」と呼ばれる1824年の測量報告では、村の中心に草地があることがわかる。ここから、この町の最も重要な建物であるカトリックの聖アンドレアス教会と司祭館、学校、「ゲマイネ・シェンクハウス」（居酒屋）に道が放射状に出ていた。そのほぼ 1世紀前の1731年に村の中心に路傍の聖像が設けられた。
教会史家で民俗学者のゲオルク・シュライバーの生家である営林署の建物は、1815年に建造された。その死後（1963年）に、基礎課程学校、道路、生家に彼にちなんだ名前がつけられた。聖ヴィンツェンツおよび聖パウルの慈善姉妹会のヒルデスハイムの信者を住まわせるために1905年、カタリーナ修道院が建設された。1977年以降、全国的に知られる猛禽類およびフクロウ・ステーションがリューダースハウゼンで運営されている。

## 行政

### 議会
リューダースハウゼンの町議会は 9人の議員からなる。

### 首長
アルノルト・ゾンマーは2021年から名誉職の町長に就任している。

### 紋章
図柄: 金地に黒い猟犬 (Rüde)。
この紋章は。「マーネフント」（直訳すると「警告する犬」）という村の伝承に基づいている。また、農民や手工業者の用心深く忠実な相棒としての犬に対する愛情や連帯を示すものでもある。
この町の紋章は1950年12月5日（ニーダーザクセン州内務大臣の認可）から現在の形と配色で用いられている。

## 文化と見所

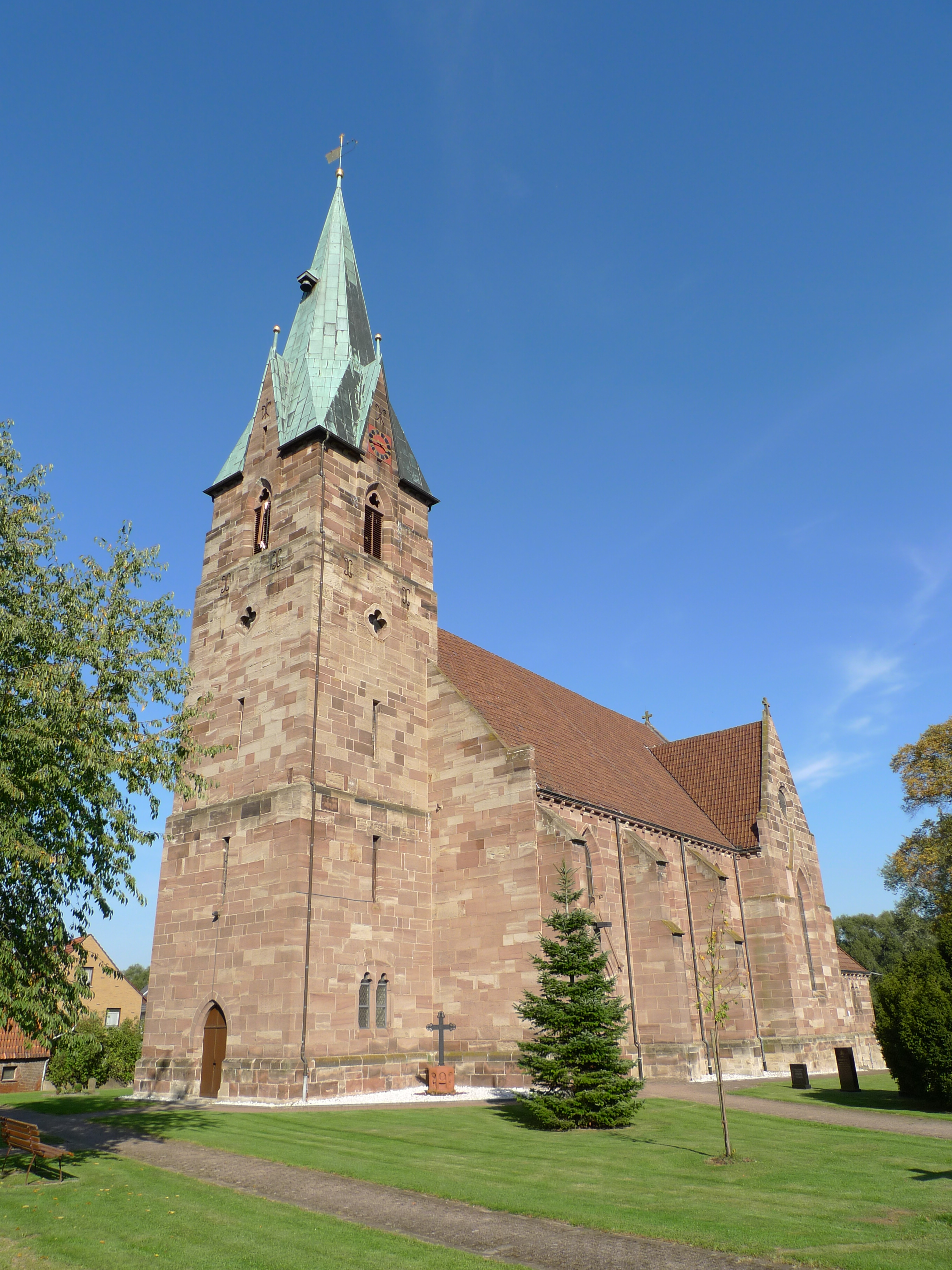
聖アンドレアス教区教会

### 聖アンドレアス教区教会
ヒルデスハイムの建築家ヴィルヘルム・トホターマンによって1867年から1869年にネオゴシック様式で建設された現在の教区教会は、1800年以前に建立された聖十字架教会の後継として建造された。この聖十字架教会はバロック建築で建設されたが、その後老朽化によって取り壊され、新しい教会建設が問題となった。聖アンドレアス教会は、ブンテル砂岩の角石による、翼廊と五面の壁を有する内陣および1660年製の塔を持つ。三棟式のホールには円柱があり、そのアーチには蕾型飾りの柱頭と八角形の土台がある。交差ヴォールトはレンガ飾りの横断アーチによって4つの張間が構成されており、張間ごとに横木がある。5連アーチには教会の2階席が取り付けられている。内陣室の側壁はナザレ派のフレスコで飾られている。内陣と側棟の窓は1912年から1919年にウンターアイヒスフェルトのガラス職人フーベルト・ヘンニングによって制作された。主祭壇には福音書記者をテーマにした、ウンターアイヒスフェルト地方の典型的な老人の像がある。主祭壇の他に教会内に2つの脇祭壇がある。これはドゥーダーシュタットの彫刻家ヴィルヘルム・オッパーマンが指揮を執った。教会財産の他の構成要素としては、16世紀の 42 cm × 40 cm の十字架や16世紀初めの三日月の聖母像がある。後者はシナノキ製のバロック様式で、高さは 1.4 m である。

### ティリー・オーク
ヘルベルクには樹齢約 300 年のオークの木があり、「ティリー・オーク」として知られている。集落の伝承によれば、この木はカトリック同盟の司令官ティリー伯を記念したものである

### ディー・クルース
リューダースハウゼンとドゥーダーシュタットとの間に小さな礼拝堂があり、「ディー・クルース」と呼ばれている。クルースヴェクの先代のディー・クルースは1885年に取り壊された。

## 経済と社会資本

### 交通
リューダースハウゼンはそれぞれ異なる州道を経由して、ゲッティンゲンからヘルツベルク・アム・ハルツに至る連邦道 B27号線およびノルトハイムからドゥーダーシュタットに至る連邦道 B247号線に接続している。
リューダースハウゼンは19世紀には数多くの出稼ぎ労働者が居ることで有名であった。ドゥーダーシュタット郡でリューダースハウゼンほど多くの出稼ぎ労働者がいる町はなかったのである。全人口の 19.4 % が正業に就いていた。その半数以上が左官職であった。現在もリューダースハウゼンにはわずかながら手工業者や工場がある。建築・土木工事会社、製材所、塗装屋、床張り業者がそれにあたる。

## 引用
1. ↑  Landesamt für Statistik Niedersachsen, LSN-Online Regionaldatenbank, Tabelle A100001G: Fortschreibung des Bevölkerungsstandes, Stand 31. Dezember 2023
2. ↑  Ewald Heerda: Entdeckungen im Eichsfeld. Wissenswertes aus Wald und Flur. Selbstverlag des Autors, Heiligenstadt 1993, p. 32.